# Siêu cúp bóng đá Việt Nam 2002
Siêu cúp Bóng đá Quốc gia 2002, còn được gọi là Siêu cúp Bóng đá Quốc gia – Toyota Cup 2002 vì lý do tài trợ, là trận đấu lần thứ 4 của Siêu cúp bóng đá Việt Nam do Liên đoàn bóng đá Việt Nam (VFF) phối hợp với báo Tiền Phong tổ chức. Trận tranh siêu cúp lần này chỉ diễn ra dưới hình thức một trận đấu duy nhất vào ngày 6 tháng 11 năm 2002 trên sân vận động Vinh, tỉnh Nghệ An và là cuộc đối đầu giữa hai đội bóng Cảng Sài Gòn (nhà vô địch Giải bóng đá vô địch quốc gia 2001–02) và Sông Lam Nghệ An (nhà vô địch Giải bóng đá Cúp Quốc gia 2001–02).
Sông Lam Nghệ An đã giành siêu cúp thứ ba liên tiếp khi đánh bại Cảng Sài Gòn với tỷ số 5–2.

## Chi tiết trân đấu
| Sông Lam Nghệ An                                            | 5 – 2    | Cảng Sài Gòn            |
| ----------------------------------------------------------- | -------- | ----------------------- |
| Văn Sỹ Thủy 4' · Julien 7', 10' · Ngô Quang Trường 49', 75' | Chi tiết | Huỳnh Hồng Sơn 73', 90' |

| Sông Lam Nghệ An: |    |                    |  |     |
| TM                |    | Nguyễn Đức Thắng   |  |     |
| HV                |    | Văn Sỹ Sơn         |  |     |
| HV                |    | Việt Nam           |  |     |
| HV                |    | Việt Nam           |  |     |
| HV                |    | Việt Nam           |  |     |
| HV                |    | Việt Nam           |  |     |
| TV                |    | Việt Nam           |  |     |
| TV                |    | Hồ Thanh Thưởng    |  |     |
| TV                |    | Ngô Quang Trường   |  |     |
| TĐ                | 20 | Julien Nsengiyumva |  |     |
| TĐ                |    | Văn Sỹ Thủy        |  | 60' |
| Thay người:       |    |                    |  |     |
| TĐ                |    | Phạm Văn Quyến     |  | 60' |
|                   |    |                    |  |     |
| Huấn luyện viên:  |    |                    |  |     |
| Nguyễn Hồng Thanh |    |                    |  |     |

| Cảng Sài Gòn:     |    |                    |  |
| TM                |    | Kyobe Livingstone  |  |
| HV                |    |                    |  |
| HV                |    |                    |  |
| HV                |    |                    |  |
| HV                |    |                    |  |
| HV                |    |                    |  |
| TV                |    |                    |  |
| TV                |    | Huỳnh Hồng Sơn     |  |
| TV                |    | Nguyễn Minh Phương |  |
| TĐ                | 13 | Kostanstin         |  |
| TĐ                | 9  | Nguyễn Ngọc Thanh  |  |
| Thay người:       |    |                    |  |
| Huấn luyện viên:  |    |                    |  |
| Arjhan Srongamsak |    |                    |  |

| Cầu thủ xuất sắc nhất trận: Julien Nsengiyumva (Sông Lam Nghệ An) | Quy định trận đấu - 90 phút. - Đá luân lưu nếu tỷ số hòa. - Được đăng ký 25 cầu thủ, trong đó có 3 cầu thủ ngoại và ra sân cùng lúc tối đa 3. - Được thay tối đa 3 cầu thủ. |

| Siêu cúp bóng đá Việt Nam năm 2002 Nhà vô địch |
| ---------------------------------------------- |
| Sông Lam Nghệ An Vô địch lần thứ ba            |